# Білозерка (Конотопський район)
Білозерка —  селище в Україні, у Дубов'язівській селищній громаді Конотопського району Сумської області. Населення становить 179 осіб.

## Географія
Селище Білозерка знаходиться на відстані 2,5 км від центру громади — селища Дубов'язівка. По селу протікає пересихаючий струмок з загатою. Біля селища розташовані великі відстійники.

## Уродженці
- Наумович Валерій Дмитрович (1976-2024) — український військовослужбовець, водій 2 кулеметного взводу 3 штурмової спеціалізованої роти «Шквал»[1].